# Đại dịch COVID-19 tại Dominica
Bài viết này ghi lại các tác động của đại dịch COVID-19 ở Dominica và có thể không bao gồm tất cả các phản ứng và biện pháp chính hiện đại.

## Dòng thời gian
| COVID-19 tại Dominica () Tử vong Hồi phục Đang điều trị 20202021Thg 3Thg 4Thg 5Thg 6Thg 7Thg 8Thg 9Thg 10Thg 11Thg 12Thg 115 ngày gần nhất15 ngày gần nhất | COVID-19 tại Dominica () Tử vong Hồi phục Đang điều trị 20202021Thg 3Thg 4Thg 5Thg 6Thg 7Thg 8Thg 9Thg 10Thg 11Thg 12Thg 115 ngày gần nhất15 ngày gần nhất | COVID-19 tại Dominica () Tử vong Hồi phục Đang điều trị 20202021Thg 3Thg 4Thg 5Thg 6Thg 7Thg 8Thg 9Thg 10Thg 11Thg 12Thg 115 ngày gần nhất15 ngày gần nhất | COVID-19 tại Dominica () Tử vong Hồi phục Đang điều trị 20202021Thg 3Thg 4Thg 5Thg 6Thg 7Thg 8Thg 9Thg 10Thg 11Thg 12Thg 115 ngày gần nhất15 ngày gần nhất | COVID-19 tại Dominica () Tử vong Hồi phục Đang điều trị 20202021Thg 3Thg 4Thg 5Thg 6Thg 7Thg 8Thg 9Thg 10Thg 11Thg 12Thg 115 ngày gần nhất15 ngày gần nhất |
| --- | --- | --- | --- | --- |
| Ngày | Ngày | | Ca nhiễm | Tử vong |
| 2020-03-22 | 2020-03-22 | | 1(n.a.) | |
| 2020-03-23 | 2020-03-23 | | 2(+100%) | |
| 2020-03-24 | 2020-03-24 | | 7(+250%) | |
| 2020-03-25 | 2020-03-25 | | 11(+57%) | |
| ⋮ | ⋮ | | 11(=) | |
| 2020-03-30 | 2020-03-30 | | 12(+9,1%) | |
| ⋮ | ⋮ | | 12(=) | |
| 2020-04-03 | 2020-04-03 | | 14(+17%) | |
| ⋮ | ⋮ | | 14(=) | |
| 2020-04-06 | 2020-04-06 | | 15(+7,1%) | |
| ⋮ | ⋮ | | 15(=) | |
| 2020-04-10 | 2020-04-10 | | 16(+6,7%) | |
| 2020-04-11 | 2020-04-11 | | 16(=) | |
| 2020-04-12 | 2020-04-12 | | 16(=) | |
| ⋮ | ⋮ | | 16(=) | |
| 2020-04-22 | 2020-04-22 | | 16(=) | |
| 2020-04-23 | 2020-04-23 | | 16(=) | |
| 2020-04-24 | 2020-04-24 | | 16(=) | |
| 2020-04-25 | 2020-04-25 | | 16(=) | |
| 2020-04-26 | 2020-04-26 | | 16(=) | |
| ⋮ | ⋮ | | 16(=) | |
| 2020-05-05 | 2020-05-05 | | 16(=) | |
| ⋮ | ⋮ | | 16(=) | |
| 2020-05-10 | 2020-05-10 | | 16(=) | |
| ⋮ | ⋮ | | 16(=) | |
| 2020-05-17 | 2020-05-17 | | 16(=) | |
| ⋮ | | | | |
| 2020-06-02 | 2020-06-02 | | 18(n.a.) | |
| ⋮ | ⋮ | | 18(=) | |
| 2020-06-18 | 2020-06-18 | | 18(=) | |
| ⋮ | ⋮ | | 18(=) | |
| 2020-08-20 | 2020-08-20 | | 19(+5,6%) | |
| ⋮ | ⋮ | | 19(=) | |
| 2020-08-23 | 2020-08-23 | | 20(+5,3%) | |
| 2020-08-24 | 2020-08-24 | | 20(=) | |
| 2020-08-25 | 2020-08-25 | | 20(=) | |
| ⋮ | | | | |
| 2020-08-29 | 2020-08-29 | | 21(n.a.) | |
| ⋮ | | | | |
| 2020-09-02 | 2020-09-02 | | 22(n.a.) | |
| ⋮ | | | | |
| 2020-09-08 | 2020-09-08 | | 24(n.a.) | |
| ⋮ | | | | |
| 2020-09-17 | 2020-09-17 | | 25(n.a.) | |
| ⋮ | | | | |
| 2020-09-24 | 2020-09-24 | | 30(n.a.) | |
| ⋮ | | | | |
| 2020-09-29 | 2020-09-29 | | 31(n.a.) | |
| ⋮ | | | | |
| 2020-10-06 | 2020-10-06 | | 32(n.a.) | |
| ⋮ | | | | |
| 2020-10-14 | 2020-10-14 | | 33(n.a.) | |
| ⋮ | | | | |
| 2020-10-21 | 2020-10-21 | | 35(n.a.) | |
| ⋮ | | | | |
| 2020-10-29 | 2020-10-29 | | 42(n.a.) | |
| 2020-10-30 | 2020-10-30 | | 50(+19%) | |
| ⋮ | | | | |
| 2020-11-06 | 2020-11-06 | | 63(n.a.) | |
| ⋮ | | | | |
| 2020-11-11 | 2020-11-11 | | 68(n.a.) | |
| ⋮ | | | | |
| 2020-11-18 | 2020-11-18 | | 72(n.a.) | |
| ⋮ | | | | |
| 2020-11-21 | 2020-11-21 | | 77(n.a.) | |
| ⋮ | | | | |
| 2020-12-02 | 2020-12-02 | | 85(n.a.) | |
| ⋮ | | | | |
| 2020-12-13 | 2020-12-13 | | 88(n.a.) | |
| ⋮ | | | | |
| 2020-12-21 | 2020-12-21 | | 96(n.a.) | |
| ⋮ | | | | |
| 2021-01-06 | 2021-01-06 | | 105(n.a.) | |
| ⋮ | | | | |
| 2021-01-11 | 2021-01-11 | | 109(n.a.) | |
| ⋮ | | | | |
| 2021-01-20 | 2021-01-20 | | 113(n.a.) | |
| Dữ liệu từ nguồn dominica.gov.dm/updates và worldometers                                                                                                   | | | | |

### Tháng 3
Trường hợp đầu tiên của quốc gia này được công bố vào ngày 22 tháng 3, một người đàn ông 54 tuổi trở về từ Vương quốc Anh.
Tính đến ngày 22 tháng 12 năm 2023, Dominica ghi nhận 16,038 trường hợp nhiễm COVID-19 và 74 trường hợp tử vong.